# Hypsioma affinis
Hypsioma affinis är en skalbaggsart som beskrevs av Thomson 1860. Hypsioma affinis ingår i släktet Hypsioma och familjen långhorningar. Inga underarter finns listade i Catalogue of Life.